# Handaoia flexibilis
Handaoia flexibilis là một loài tò vò trong họ Ichneumonidae.